# Гадсонс-Гоуп
Гадсонс-Гоуп (англ. Hudson's Hope) — окружний муніципалітет в Канаді, у провінції Британська Колумбія, у складі регіонального округу Піс-Ривер.

## Населення
За даними перепису 2016 року, окружний муніципалітет нараховував 1015 осіб, показавши зростання на 4,6%, порівняно з 2011-м роком. Середня густина населення становила 1,2 осіб/км².
З офіційних мов обидвома одночасно володіли 35 жителів, тільки англійською — 980. Усього 90 осіб вважали рідною мовою не одну з офіційних, з них 5 — одну з корінних мов, а 5 — українську.
Працездатне населення становило 56,8% усього населення, рівень безробіття — 13% (18,4% серед чоловіків та 7% серед жінок). 78,3% осіб були найманими працівниками, а 20,7% — самозайнятими.
Середній дохід на особу становив $48 522 (медіана $38 688), при цьому для чоловіків — $65 395, а для жінок $32 657 (медіани — $54 400 та $25 728 відповідно).
30,2% мешканців мали закінчену шкільну освіту, не мали закінченої шкільної освіти — 19,1%, 50,6% мали післяшкільну освіту, з яких 24,4% мали диплом бакалавра, або вищий.
| Статево-вікова структура населення | Статево-вікова структура населення | Статево-вікова структура населення | Статево-вікова структура населення | Статево-вікова структура населення |
| ---------------------------------- | ---------------------------------- | ---------------------------------- | ---------------------------------- | ---------------------------------- |
|                                    |                                    |                                    |                                    |                                    |
| Всього                             | Всього                             | 51,2%48,8%                         |                                    |                                    |
| 0 — 14 років                       | 0 — 14 років                       |                                    | 16,7%                              | 16,7%                              |
| 15 — 64 років                      | 15 — 64 років                      |                                    | 63,2%                              | 63,2%                              |
| 65 і більше                        | 65 і більше                        |                                    | 20,1%                              | 20,1%                              |
| 85 і більше                        | 85 і більше                        |                                    | 1%                                 | 1%                                 |
| Середній вік (років)               | Середній вік (років)               | 43,742,3                           | 43,0                               | 43,0                               |
| Медіана (років)                    | Медіана (років)                    | 47,246,3                           | 46,6                               | 46,6                               |
| — чоловіки — жінки                 |                                    |                                    |                                    |                                    |

| Походження мешканців:     | Походження мешканців:     | Походження мешканців: | Походження мешканців: | Походження мешканців: |
| ------------------------- | ------------------------- | --------------------- | --------------------- | --------------------- |
| Походження                |                           |                       | осіб                  | %                     |
| Корінні американці        | Корінні американці        |                       | 185                   | 18.78%                |
| Інше північноамериканське | Інше північноамериканське |                       | 245                   | 24.87%                |
| Європейське               | Європейське               |                       | 845                   | 85.79%                |
| британське                | британське                |                       | 640                   | 64.97%                |
| французьке                | французьке                |                       | 140                   | 14.21%                |
| українське                | українське                |                       | 80                    | 8.12%                 |
| Карибське                 | Карибське                 |                       | 10                    | 1.02%                 |
| Азійське                  | Азійське                  |                       | 20                    | 2.03%                 |
| Океанійське               | Океанійське               |                       | 25                    | 2.54%                 |

| Зайнятість населення за галузями (за класифікацією NOC): | Зайнятість населення за галузями (за класифікацією NOC): | Зайнятість населення за галузями (за класифікацією NOC): | Зайнятість населення за галузями (за класифікацією NOC): | Зайнятість населення за галузями (за класифікацією NOC): |
| -------------------------------------------------------- | -------------------------------------------------------- | -------------------------------------------------------- | -------------------------------------------------------- | -------------------------------------------------------- |
|                                                          |                                                          |                                                          |                                                          |                                                          |
| Управління                                               | Управління                                               |                                                          | 12,1%                                                    | 12,1%                                                    |
| Бізнес, фінанси та адміністрування                       | Бізнес, фінанси та адміністрування                       |                                                          | 11%                                                      | 11%                                                      |
| Природничі та прикладні науки                            | Природничі та прикладні науки                            |                                                          | 4,4%                                                     | 4,4%                                                     |
| Охорона здоров'я                                         | Охорона здоров'я                                         |                                                          | 2,2%                                                     | 2,2%                                                     |
| Освіта, правозахист, муніципальні та урядові служби      | Освіта, правозахист, муніципальні та урядові служби      |                                                          | 6,6%                                                     | 6,6%                                                     |
| Мистецтво, культура, відпочинок та спорт                 | Мистецтво, культура, відпочинок та спорт                 |                                                          | 2,2%                                                     | 2,2%                                                     |
| Роздрібна торгівля та послуги                            | Роздрібна торгівля та послуги                            |                                                          | 20,9%                                                    | 20,9%                                                    |
| Гуртова торгівля, транспорт та обладнання                | Гуртова торгівля, транспорт та обладнання                |                                                          | 28,6%                                                    | 28,6%                                                    |
| Природні ресурси, сільське господарство                  | Природні ресурси, сільське господарство                  |                                                          | 5,5%                                                     | 5,5%                                                     |
| Виробництво                                              | Виробництво                                              |                                                          | 3,3%                                                     | 3,3%                                                     |

## Клімат
Середня річна температура становить 3,3°C, середня максимальна – 20,6°C, а середня мінімальна – -17,2°C. Середня річна кількість опадів – 481 мм.
| Клімат поселення                              | Клімат поселення | Клімат поселення | Клімат поселення | Клімат поселення | Клімат поселення | Клімат поселення | Клімат поселення | Клімат поселення | Клімат поселення | Клімат поселення | Клімат поселення | Клімат поселення | Клімат поселення |
| Показник                                      | Січ.             | Лют.             | Бер.             | Квіт.            | Трав.            | Черв.            | Лип.             | Серп.            | Вер.             | Жовт.            | Лист.            | Груд.            |                  |
| Середній максимум, °C                         | −4,47            | −2,54            | 4,02             | 10,97            | 16,58            | 20,55            | 19,96            | 18,94            | 14,17            | 8,24             | −0,62            | −5,77            |                  |
| Середня температура, °C                       | −10,85           | −8,91            | −2,36            | 4,59             | 10,20            | 14,18            | 16,27            | 15,24            | 10,49            | 4,56             | −4,32            | −9,49            |                  |
| Середній мінімум, °C                          | −17,23           | −15,29           | −8,74            | −1,79            | 3,82             | 7,78             | 12,58            | 11,57            | 6,80             | 0,86             | −8               | −13,15           |                  |
| Норма опадів, мм                              | 26               | 21               | 24               | 20               | 47               | 74               | 79               | 57               | 49               | 27               | 31               | 26               |                  |
| Середньомісячна швидкість вітру, м/с          | 2.30             | 2.30             | 2.60             | 2.78             | 2.80             | 2.60             | 2.40             | 2.21             | 2.40             | 2.61             | 2.38             | 2.30             |                  |
| Середньомісячна сонячна радіація, кДж/м²·день | 2224             | 5159             | 10477            | 15804            | 19395            | 21359            | 20768            | 17022            | 11079            | 5737             | 2590             | 1517             |                  |
| --------------------------------------------- | ---------------- | ---------------- | ---------------- | ---------------- | ---------------- | ---------------- | ---------------- | ---------------- | ---------------- | ---------------- | ---------------- | ---------------- | ---------------- |
| Джерело:                                      |                  |                  |                  |                  |                  |                  |                  |                  |                  |                  |                  |                  |                  |